# Уманська районна центральна бібліотека
Уманська районна центральна бібліотека — центральна публічна бібліотека Уманського району, що об'єднує мережу з 45-ти сільських бібліотек-філій.
У 2019 році Уманська районна рада прийняла статут бібліотеки, згідно якого стала засновником установи.

## Структура
Централізована бібліотечна система Уманського району включає 45 сільських бібліотек–філій, районну центральну бібліотеку для дорослих та районну бібліотеку для дітей:
- Районна центральна бібліотека для дорослих
- Районна бібліотека для дітей
- Сільські філії[4]
  - Антонівська сільська бібліотека-філія
  - Аполянська сільська бібліотека-філія
  - Бабанська селищна бібліотека-філія
  - Вільшанська сільська бібліотека-філія
  - Вільшанослобідська сільська бібліотека-філія
  - Гереженівська сільська бібліотека-філія
  - Городницька сільська бібліотека-філія
  - Гродзівська сільська бібліотека-філія
  - Дмитрушківська сільська бібліотека-філія
  - Доброводівська сільська бібліотека-філія
  - Дубівська сільська бібліотека-філія
  - Затишанська сільська бібліотека-філія
  - Заячківська сільська бібліотека-філія
  - Іванівська сільська бібліотека-філія
  - Колодистенська сільська бібліотека-філія
  - Коржовослобідська сільська бібліотека-філія
  - Коржовокутська сільська бібліотека-філія
  - Коржівська сільська бібліотека-філія
  - Косенівська сільська бібліотека-філія
  - Краснопільська сільська бібліотека-філія
  - Ладижинська сільська бібліотека-філія
  - Оксанинська сільська бібліотека-філія
  - Острівецька сільська бібліотека-філія
  - Піківецька сільська бібліотека-філія
  - Малозатишівська (Політвідділовецька) сільська бібліотека-філія
  - Полянецька сільська бібліотека-філія
  - Посухівська сільська бібліотека-філія
  - Пугачівська сільська бібліотека-філія
  - Рогівська сільська бібліотека-філія
  - Родниківська сільська бібліотека-філія
  - Ропотуська сільська бібліотека-філія
  - Рижавська сільська бібліотека-філія
  - Свинарська сільська бібліотека-філія
  - Собківська сільська бібліотека-філія
  - Старобабанівська сільська бібліотека-філія
  - Степківська сільська бібліотека-філія
  - Сушківська сільська бібліотека-філія
  - Танська сільська бібліотека-філія
  - Текучанська сільська бібліотека-філія
  - Фурманська сільська бібліотека-філія
  - Черповодівська сільська бібліотека-філія
  - Шаринська сільська бібліотека-філія
  - Юрківська сільська бібліотека-філія
  - Ятранівська сільська бібліотека-філія
  - Яроватська сільська бібліотека-філія.